# Хатхор
Хатхо́р, или уст. Хатор/Гатор (букв. «дом Гора», то есть «небо»; копт. ϩⲁⲑⲱⲣ, др.-греч. Ἅθωρ) — в египетской мифологии богиня неба, радости, любви, опьянения, материнства, плодородия, веселья и танцев.
Хатхор считалась одной из главных богинь Древнего Египта. Центр культа располагался в Дендере (Средний Египет), отчего богиню называли «владычица Дендеры».
В поздние периоды древнеегипетской истории Хатхор отождествлялась с богинями любви и красоты других народов, в частности с месопотамской Иштар, греческой Афродитой, римской Венерой и германо-скандинавской Фрейей.

## Изображение и атрибуты

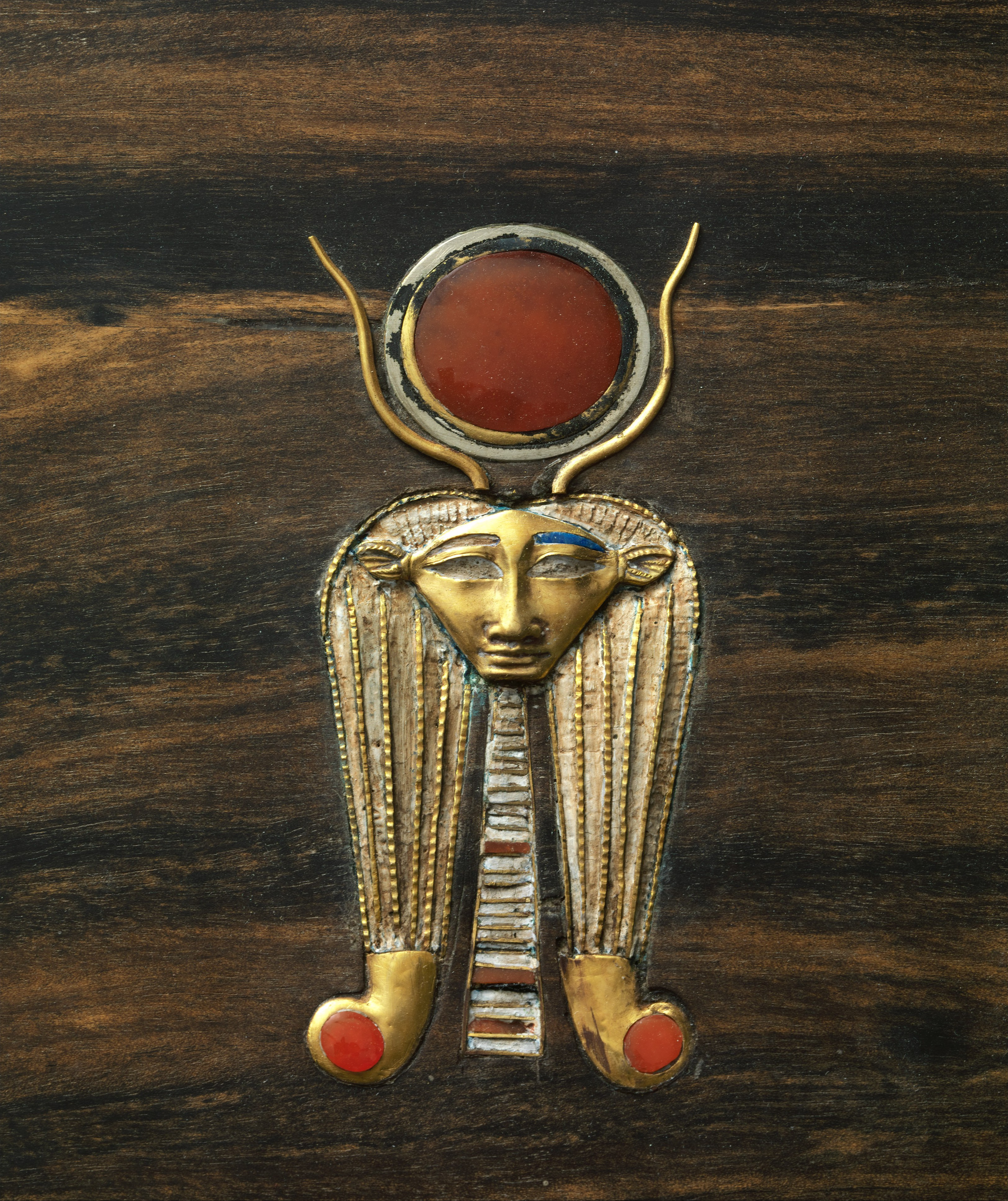
Инкрустация сундука с изображением анфас Хатхор из гробницы Сит-хатхор-юнет, XII династия (ок. 1887 −1813 годы до н. э.), Метрополитен-музей

Из зооморфных истоков культа Хатхор следовала традиция её изображения в качестве привлекательной женщины с рогами (позже превращёнными в своеобразную корону с солнечным диском посередине) и иногда ушами коровы, однако в некоторых местностях богиня сохранила облик коровы (одной из ипостасей Хатхор была корова Мехурт).
На относящейся к «0 династии» палетке Нармера изображены головы богини с ярко выраженными чертами коровы. Однако это может быть и другая богиня, ассоциируемая с коровой — Бат. На плоских изображениях обеих богинь изображали лицом к зрителю (анфас, а не в профиль), что было характерно для традиционного изображения богов. Различались изображения лишь тем, что у Бат рога были закручены внутрь, а у Хатхор — слегка наружу. Ко времени Среднего царства культ, отличительные черты и атрибуты Бат были поглощены культом Хатхор.
Принадлежность Хатхор — столб, увенчанный двуликой головой богини с коровьими ушами (в ранний период — головой коровы) и малахит.
Символом богини и её ритуальным музыкальным инструментом считался менат. Жрицы Хатхор использовали менат как погремушку. Также атрибутом богини был музыкальный инструмент систр.

## Мифология

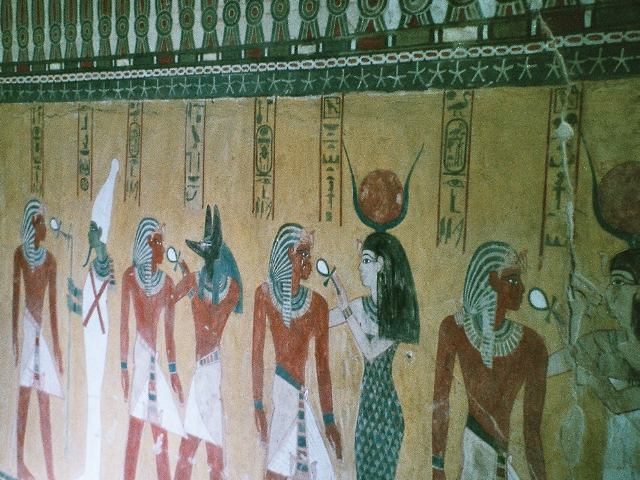
Хатхор в ряду божеств, приветствующих усопшего фараона Тутмоса IV, на стенах его гробницы в Долине царей.

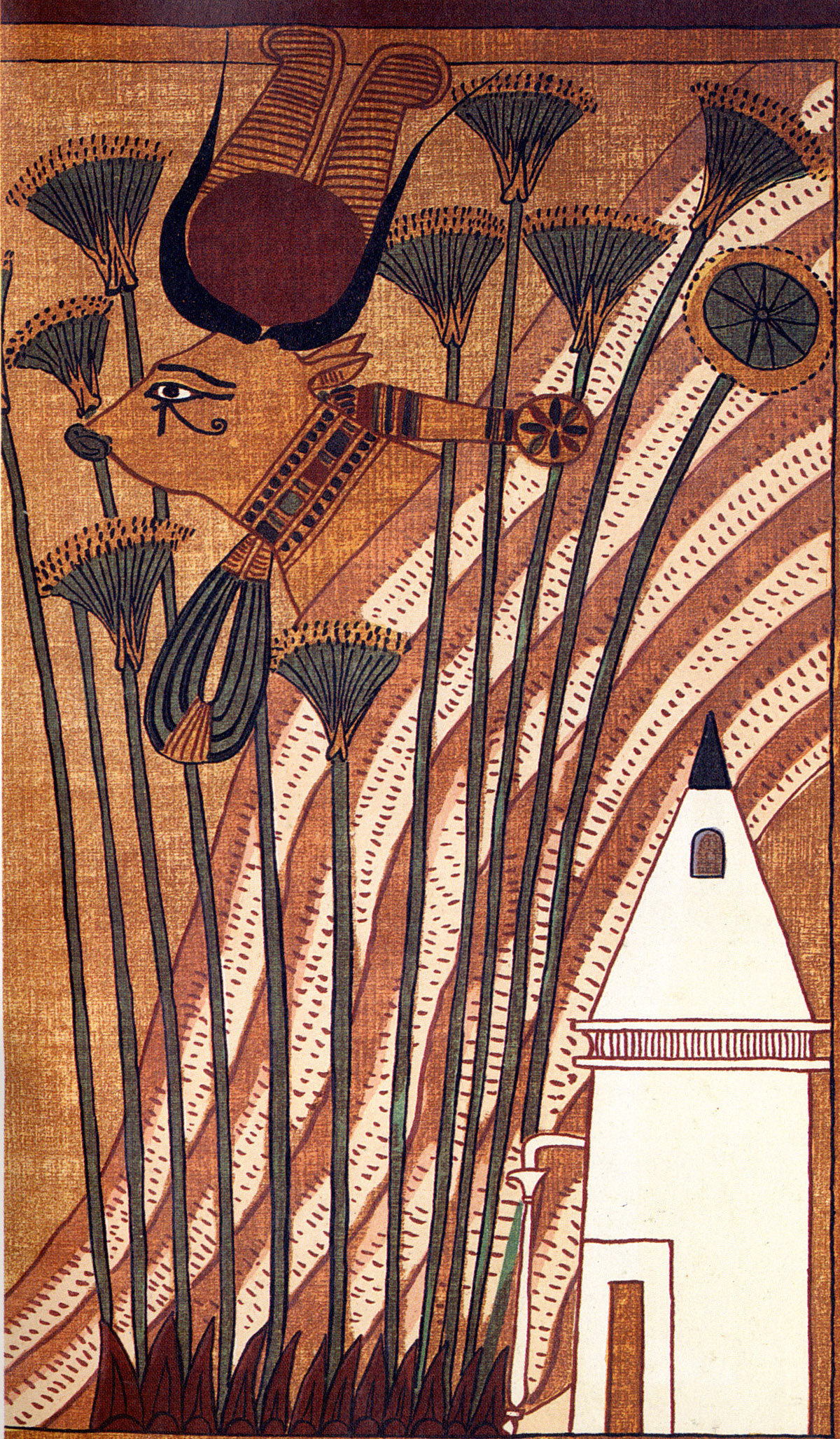
Хатхор в коровьем обличьи как «владычица Запада» (по египетской Книге мёртвых).

В мифологической традиции являлась женой Гора Бехдетского и матерью Гора-Сематауи, но в некоторых городах почиталась как жена Ра или четырёх детей Гора (в Мемфисе в роли её мужа иногда выступал Птах). С ней отождествляли некоторых других богинь египетского пантеона — Ихет, Мугп, Нут.
С возвышением культа Ра Хатхор стала считаться его дочерью, солнечным Оком, тождественным дочерям Ра Сехмет и Тефнут, что вызвало и недолгий период поклонения ей в образе львицы. В этом качестве Хатхор занимает место центрального персонажа мифов о приносящем весну возвращении солнечного Ока (Тефнут-Хатор) из Нубии, а также об истреблении людей в наказание за их грехи по приказу Ра его Оком (львиноголовой Сехмет-Хатхор).
Известная по гробницам Сети I и Рамсеса III Книга Небесной Коровы приводит изображение священной коровы (с божествами Хех, поддерживающими её) и миф об истреблении непокорного человечества, в котором Хатхор выступает как карающее за грехи «Око Ра» и отказывается прекратить уничтожение людей даже после того, как бог Солнца смилостивился над ними. Чтобы остановить бойню, Ра пошёл на хитрость (в некоторых вариантах — по подсказке бога мудрости Тота): на пути Хатхор были разлиты тысячи кувшинов пива (или вина), в которое было подмешано вещество «диди» (порошок гематита, вариант — гранатовый сок), чтобы сделать его алым, как кровь. Увидев это озеро, яростная львица приняла его за человеческую кровь и начала жадно пить. В результате она настолько опьянела, что уснула. После пробуждения Ра повторно обратился к ней, и Хатхор сменила гнев на милость.

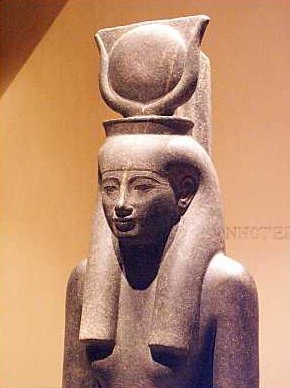
Статуя Хатхор в Луксорском музее.

По более поздней версии мифа Оком Ра, а также его карающим мечом была Сехмет, которая после сна превратилась в свою миролюбивую ипостась — прекрасную Бастет, из-за чего можно много где встретить путаницу о ипостасях богини Сехмет как Хатхор, а не Баст. В Книге Хатхор ни в кого не превращалась.
Как и Гор, Хатхор почиталась в роли защитницы фараона, даровавшей плодородие, а также выступала в качестве богини-матери (подобно супруге Амона Мут). С Хатхор был связан культ деревьев — финиковой пальмы и сикоморы (считалось, что их образ может принимать богиня). Выступая из ветвей сикоморы загробного мира, Хатхор поит души умерших живительной влагой. Кроме того, с Хатхор отождествлялась воплощавшаяся в акации богиня Иусат.
Хатхор почиталась также и как богиня любви, веселья, музыки, пляски (её атрибутом был музыкальный инструмент систр, изображения которого часто носили в качестве амулета, охраняющего от злых духов). Один из распространённых её эпитетов — «золотая». В Дендере сыном Хатхор и Гора Бехдетского считался бог музыки Ихи.
Древние греки отождествляли Хатхор с Афродитой. Хатхор считалась связанной с заупокойным культом, в религиозной традиции она вместе с богиней Таурт встречала умерших на пороге загробного царства. Как «владычица прекрасного запада» (Запад — царство мёртвых) в период Нового царства отождествлялась с Аментет. В поздний период Хатхор отождествлялась с Исидой, а также Таурт, Нейт, Баст, Небтуи, Кудшу.

## Культ

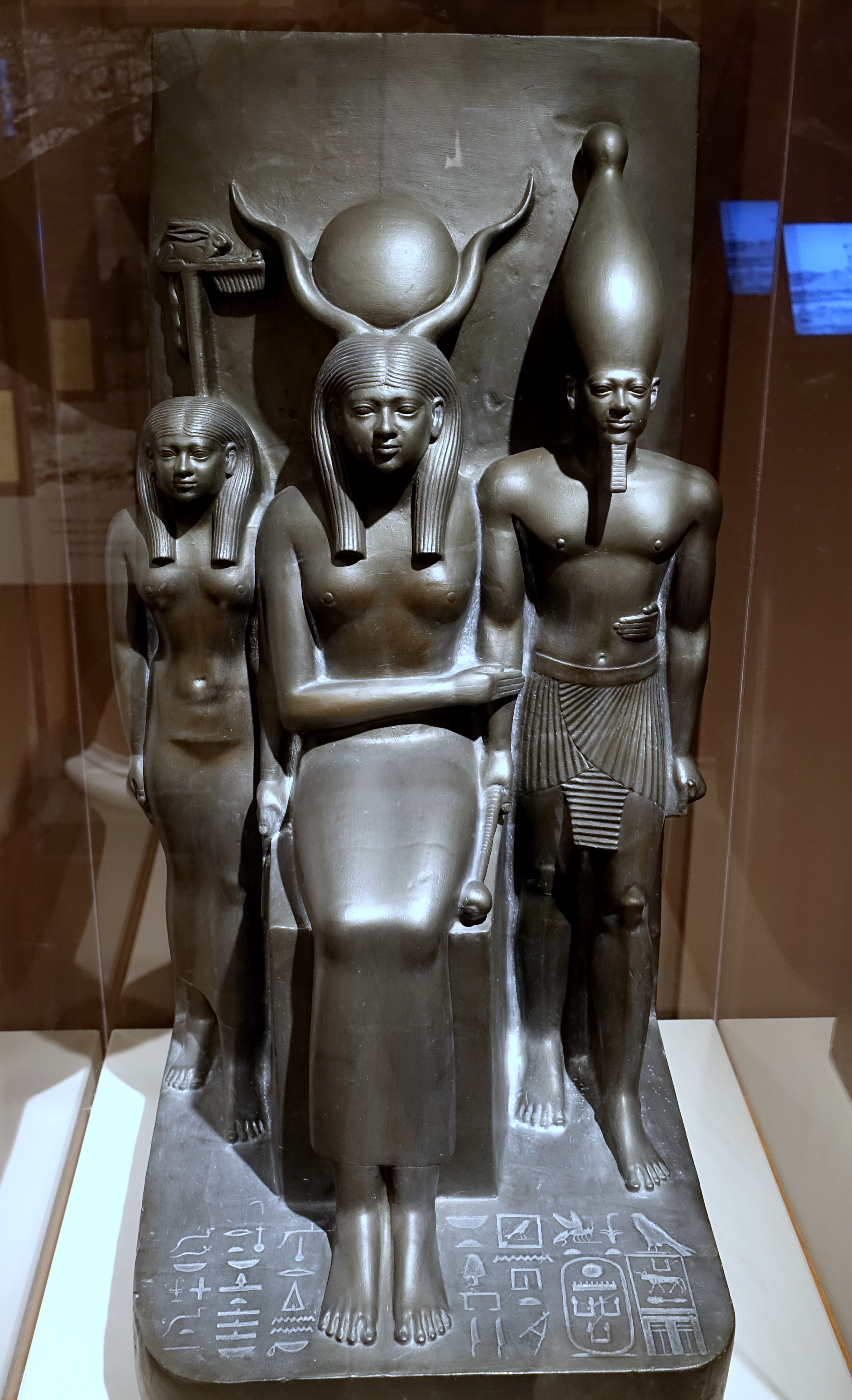
Скульптурная группа, изображающая Хатхор (в центре) в сопровождении фараона Древнего царства Менкаура и богини-покровительницы VII (Заячьего) нома. Гарвардский семитский музей в Кембридже, штат Массачусетс.

В древнейший период Хатхор почиталась как небесная корова, родившая солнце. Фактически она была персонификацией Млечного Пути, представлявшегося древним египтянам в виде молока небесной коровы. Хатхор почиталась в образе небесной коровы, перевозящей Ра, ещё со времён по крайней мере II династии. Впрочем, целый ряд свидетельств указывает на то, что этот культ существовал уже при Царе Скорпионе.
Основным центром культа Хатхор был город Дендера (Тентира эллинистической эпохи) в шестом номе Верхнего Египта (отсюда и её эпитет — «владычица Дендеры»). Здесь находится неплохо сохранившийся храм Хатхор, возводившийся в греко-римский период от династии Птолемеев до правления императора Тиберия.
Ещё одним центром почитания Хатхор, где оно наложилось на ранее существовавший культ коровы, был Дейр-эль-Бахри на западном берегу Фив — место заупокойного храма женщины-фараона Хатшепсут, в котором находилась часовня богини. В окрестностях Фив Хатхор, вместе с другой богиней — Маат, также поклонялись в храме в Дейр-эль-Медина.
На острове Филы у Асуана, где почитался Осирис, фараон Нектанеб I воздвиг дольше всего функционировавший храм Хатхор — едва ли не последнее языческое святилище на землях Византийской империи (его считали посвящённым Исиде, которая в поздней античности отождествлялась с Кипридой; при Юстиниане храм был переосвящён как Богородичная церковь).

### Почитание вне Египта
Однако почитание Хатхор было распространено по всему Египту, а также вне долины Нила — на Синае, в Нубии, Пунте, Библе и Ханаане, где центром культа был Тель-Хацор, согласно библейскому преданию разрушенный Иисусом Навином. В финикийском Библе при фараоне Тутмосе III появилось её святилище в храме Баалат-Гебал, тогда отождествляемой с ней, а затем — и Исидой. Другой западносемитской богиней, образ которой контаминировался с Хатхор, была Кетеш, почитавшаяся в сирийском Кадеше.

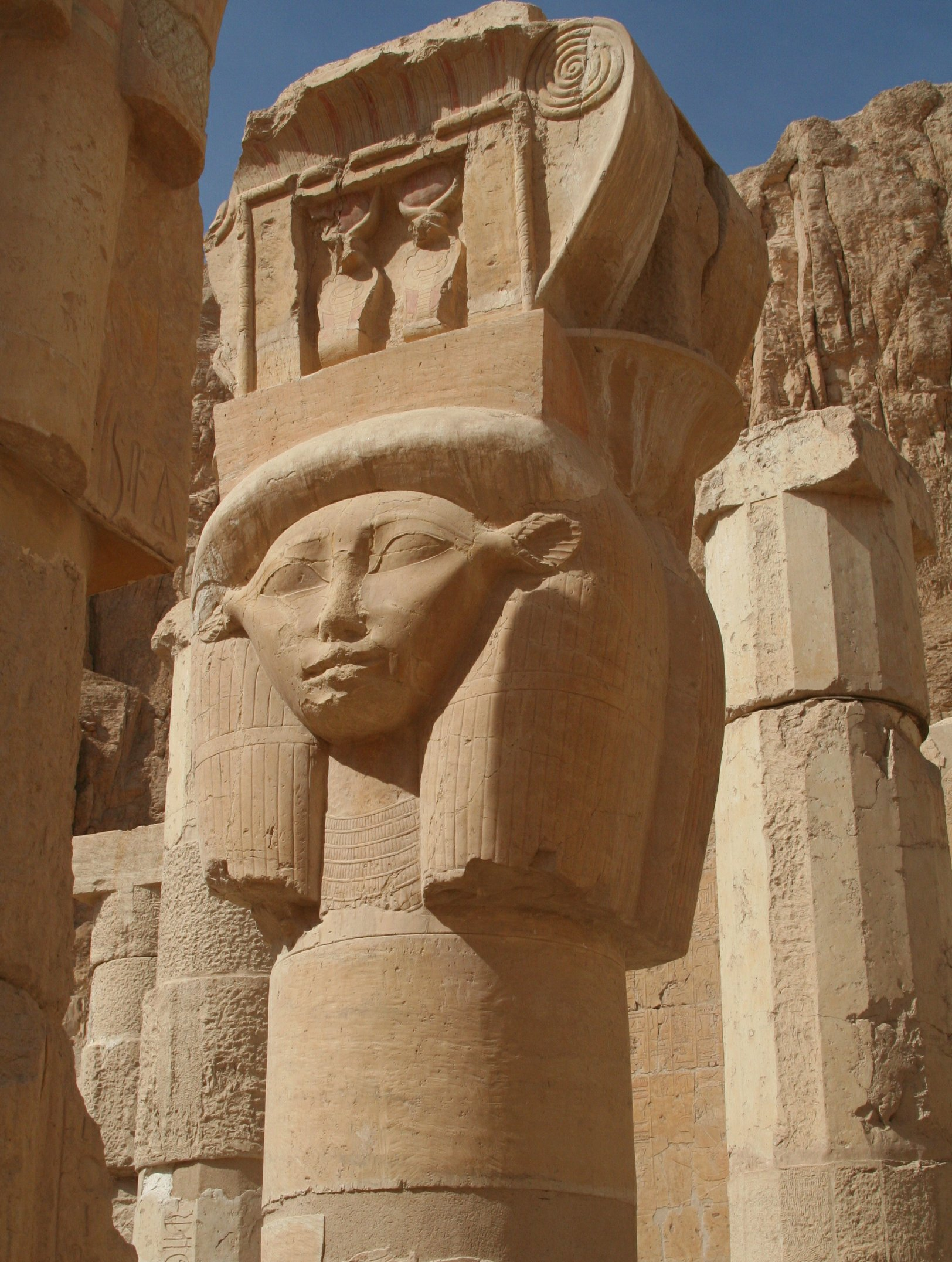
Характерная колонна с головой Хатхор в Луксорском храме Хатшепсут

Нубийцы полностью включили Хатхор в свой пантеон. Фараоны Нового царства застраивали их страну посвящёнными богине храмами (например, в Фарасе), а Аменхотеп III и Рамсес II посвятили их своим супругам Тие (в Миргисее) и Нефертари Меренмут (малый храм Абу-Симбела). Почитание Хатхор продолжилось и когда Кушитское царство стало независимым от Египта: так, Тахарка в Джебель-Баркале, священном месте Амона, оставил храмы в честь Мут и Хатхор как супруги бога. Однако к мероитскому периоду нубийской истории Хатхор была низведена до роли спутницы Исиды. В египетском сознании богиня вообще нередко ассоциировалась с южными землями — её называли «владычицей Пунта», а вельможа Хуфхор представил привезённые ко двору фараона с экспедиций на юг товары как «дары Хатхор».
На Синайском полуострове британский археолог Флиндерс Питри нашёл остатки просуществовавшего долгое время храма Хатхор в Серабит-эль-Хадиме, бывшего центром почитания богини со Среднего царства и до конца Нового центром. К востоку от полуострова, в долине Тимна посреди идумейского Сеира, расположены руины крупного храма, посвящённого Хатхор фараоном Сети I, разрушенного землетрясением и выстроенного заново во времена правления Рамсеса II. Две эти локации находились поблизости от приисков, где добывали бирюзу, и Хатхор почиталась здесь, среди всего прочего, как покровительница шахтёров и рудокопов. Храм Хатхор в Тимне мадианитяне, привлекавшиеся египтянами как рабочая сила, впоследствии превратили в палаточный лагерь в пустыне с посвящением собственным божествам.

### Погребальные практики

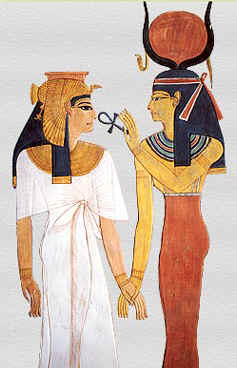
Хатхор вручает царице Нефертари Меренмут анх, символ вечной жизни. Сцена из гробницы Нефертари.

Как божество загробной жизни, Хатхор часто появляется в погребальных текстах. Например, в раннем Новом царстве Осирис, Анубис и Хатхор были тремя божествами, наиболее часто встречающимися в украшении царских гробниц. В тот период она часто появлялась как богиня, приветствующая мёртвых в загробной жизни. Некоторые образы включали в себя корову, выходящую из некрополя, и фигуру богини, управляющей садом в загробном мире.
Искусство XVIII династии содержит многочисленные изображения танцующих, музицирующих и пьющих людей. Часто они держат в руках музыкальные инструменты систр и ожерелье-менат — традиционные символы Хатхор. Изображения могут символизировать как частные праздники, устраивающиеся перед гробницами, дабы почтить память почивших, так и большие храмовые праздники и фестивали. Последние, в свою очередь, понимались как контакт между человеческим и божественным царствами, то есть контакт между живым и мёртвым. Оттого в текстах гробниц часто выражалось пожелание, чтобы покойный мог участвовать в фестивалях.
Некоторые предметы погребения, изображающие умерших женщин в виде богинь, могут показывать их в образе последователей Хатхор. Связь между Хатхор и образами умерших женщин поддерживалась в римский период.

## В современной культуре
- В трёх сериях научно-фантастического телесериала «Звёздные врата: SG-1» Хатхор выступает как антагонист — представительница инопланетной цивилизации гоа’улдов, случайно освобождённая из саркофага египетского типа, спрятанного в майяском пирамидальном храме, и обладающая способностью манипулировать мужчинами при помощи гормональных феромонов (известных как «Дыхание Хатор»). В сериале Джек О’Нилл сравнивает её «сферу интересов» (любовь, охмеление и музыка) с «триадой» секс, наркотики, рок-н-ролл.

- 2016 — фильм «Боги Египта»; роль Хатхор исполнила французская актриса Элоди Юнг[13].

## Астероиды
- Именем богини названы астероиды (161) Атхор, открытый в 1876 году, и (2340) Хатхор, открытый в 1976 году и названный так Элеанорой Хелин.